# A.J. Applegate
A.J. Applegate (ur. 23 września 1989 w Massapequa) – amerykańska aktorka i reżyserka filmów pornograficznych.

## Życiorys

### Wczesne lata
Urodziła się w Massapequa w stanie Nowy Jork. Wychowywała się w Connecticut. Jej rodzina była pochodzenia niemieckiego i włoskiego. Przez cztery lata była tancerką, nauczycielką tańca i cheerleaderką dla profesjonalnych drużyn sportowych.
Jako dziewiętnastolatka podjęła pracę jako striptizerka.

### Kariera
Z przemysłem filmów dla dorosłych związała się w 2012 w wieku 22 lat, pracując jako egzotyczna tancerka i fotomodelka fetysz. Początkowo występowała pod pseudonimem Kaylee Evans. Pierwszą scenę pt. Big Butt Bouncing z serii I Know That Girl nagrała 15 sierpnia 2012 dla strony internetowej Mofos.com.
Swój pseudonim artystyczny zaczerpnęła od nazwiska aktorki Christiny Applegate, najlepiej znanej z roli Kelly Bundy z sitcomu telewizji Fox Świat według Bundych, ponieważ często mówiono jej, że jest do niej podobna.
Applegate brała udział w sesjach zdjęciowych i filmach dla takich firm jak Evil Angel, Digital Sin, Combat Zone, Reality Kings, Bang Bros, Zero Tolerance, Brazzers, Naughty America, New Sensations, Vivid Entertainment, Wicked Pictures i Jules Jordan Video.
Po raz pierwszy wzięła udział w scenie gang bang w produkcji studia Hard X Gangbang Me (2014) z Erikiem Everhardem, Mr. Pete, Jamesem Deenem, Johnem Strongiem, Mickiem Blue, czarnoskórym Jon Jonem i Ramónem Nomarem. Pojawiła się w Erotic Amnesia (2016) jako Callie. W latach 2012–2019 pracowała dla Kink.com w scenach sadomasochistycznych, takich jak uległość, głębokie gardło, rimming, cunnilingus, kobieca ejakulacja, fisting analny i pochwowy, pegging, gang bang, bukkake, fetysz stóp, plucie i bicie. Były to serie Device Bondage, Everything Butt, Hardcore Gangbang, Hogtied, Sex and Submission, Upper Floor, Whipped Ass z Johnem Strongiem, Mr. Pete, Tommym Pistolem, Lucasem Frostem, Sethem Gamblem, Owenem Grayem, Barrym Scootem, Gagem Sinem, Aiden Starr, Cali Carter, Lorelei Lee, Berettą James, Sinn Sage, Casey Calvert, Cheyenne Jewel, Alex Chance, Lea Lexis, Kristiną Rose i Janą Wilde.
Applegate planowała pracować w branży dla dorosłych tak długo, jak to możliwe i osiągnąć status MILF.
W 2014 była nominowana do AVN Award jako „Najlepsza nowa gwiazdka” i otrzymała pierwszą nagrodę XBIZ Award w kategorii „Nowa gwiazdka roku”. W 2015 zdobyła nominacje do AVN Award w kategoriach: „Najlepsza aktorka roku”, „Najlepsza sceny seksu chłopak/dziewczyna”, „Najlepsza scena seksu podwójnej penetracji”, „Najlepsza scena seksu grupowego” i „Najlepsza scena seksu solo/Złośnica roku”. W kolejnych latach zdobyła wiele nominacji do AVN Award, w tym „Wykonawczyni roku” 2015, 2016 i 2017. Zajęła piąte miejsce w rankingu „Najlepsze młode aktorki porno 2016” (Mejores Actrices porno jovenes 2016), ogłoszonym przez hiszpański portal 20minutos.es.
W 2016 zadebiutowała jako współpasażerka filmu AJ’s Angels dla studia Girlfriends Films/Archangel Video.
W 2019 w Meksyku otrzymała międzynarodową nagrodę za całokształt twórczości.

## Życie prywatne
W latach 2016–2019 była w związku z aktorem porno Billem Baileyem, który 3 marca 2019 spadł z balkonu z czwartego piętra na parter Hotelu Grand Prix w Meksyku i zmarł. Brał udział w konwencji Expo Sexo w Meksyku z A.J. Applegate, gdy nastąpił wypadek. W marcu 2019 związała się z Dannym Mountainem.

## Nagrody i nominacje
| Rok  | Nagroda          | Kategoria                                                   | Film                                | Inni wykonawcy                                                                     | Rezultat  |
| ---- | ---------------- | ----------------------------------------------------------- | ----------------------------------- | ---------------------------------------------------------------------------------- | --------- |
| 2014 | XBIZ Award       | Najlepsza nowa gwiazdka                                     | -                                   | -                                                                                  | Nominacja |
| 2014 | XRCO Award       | Nowa gwiazdka roku                                          | -                                   | -                                                                                  | Wygrana   |
| 2014 | AVN Award        | Najlepsza scena seksu POV                                   | Elastic Assholes 11 (2013)          | Tim Von Swine                                                                      | Nominacja |
| 2014 | AVN Award        | Najlepsza nowa gwiazdka                                     | -                                   | -                                                                                  | Nominacja |
| 2014 | XCritic          | Najlepsza nowa gwiazdka                                     | -                                   | -                                                                                  | Wygrana   |
| 2014 | NightMoves Award | Najlepsza nowa gwiazdka                                     | -                                   | -                                                                                  | Nominacja |
| 2014 | NightMoves Award | Najlepsze ciało                                             | -                                   | -                                                                                  | Nominacja |
| 2015 | AVN Award        | Najlepsza scena seksu grupowego                             | Gangbang Me (2014)                  | Erik Everhard, Jon Jon, Mick Blue, John Strong, James Deen, Mr. Pete i Ramón Nomar | Wygrana   |
| 2015 | AVN Award        | Najlepsza scena seksu solo/Złośnica roku                    | Gangbang Me (2014)                  | -                                                                                  | Nominacja |
| 2015 | AVN Award        | Najlepsza scena seksu podwójnej penetracji                  | Internal Damnation 7 (2014)         | Ramón Nomar i Toni Ribas                                                           | Nominacja |
| 2015 | AVN Award        | Najlepsza sceny seksu chłopak/dziewczyna                    | Silhouette (2014)                   | Bruce Venture                                                                      | Nominacja |
| 2015 | AVN Award        | Wykonawczyni roku                                           | -                                   | -                                                                                  | Nominacja |
| 2015 | NightMoves Award | Najlepsza wykonawczyni roku                                 | -                                   | -                                                                                  | Nominacja |
| 2015 | NightMoves Award | Najlepszy tyłek wg redakcji                                 | -                                   | -                                                                                  | Wygrana   |
| 2015 | XBIZ Award       | Najlepsza scena seksu samych dziewczyn                      | Belladonna's Fucking Girls 8 (2014) | Carter Cruise                                                                      | Nominacja |
| 2015 | XBIZ Award       | Najlepsza scena                                             | Shades of Scarlet (2014)            | Mr. Pete                                                                           | Nominacja |
| 2015 | XRCO Award       | Wykonawczyni roku                                           | -                                   | -                                                                                  | Nominacja |
| 2015 | XRCO Award       | Orgazm analityk roku                                        | -                                   | -                                                                                  | Nominacja |
| 2016 | XRCO Award       | Wykonawczyni roku                                           | -                                   | -                                                                                  | Nominacja |
| 2016 | XRCO Award       | Orgazm analityk roku                                        | -                                   | -                                                                                  | Wygrana   |
| 2016 | AVN Award        | Najlepsza scena seksutriolizmu (chłopak/chłopak/dziewczyna) | Sexaholics (2015)                   | Alex Jones i Mr. Pete                                                              | Nominacja |
| 2016 | AVN Award        | Wykonawczyni roku                                           | -                                   | -                                                                                  | Nominacja |
| 2016 | AVN Award        | Najlepsza scena seksu grupowego samych dziewczyn            | Girls Kissing Girls 17 (2015)       | Aidra Fox i Kenna James                                                            | Nominacja |
| 2016 | XBIZ Award       | Najlepsza scena seksu samych dziewczyn                      | Big Booty Tryouts (2015)            | Abella Danger i Alexis Texas                                                       | Nominacja |
| 2016 | XBIZ Award       | Najlepsza scena – realizacja tematyczna w parze             | Swinger 6 (2015)                    | James Deen                                                                         | Nominacja |
| 2016 | XBIZ Award       | Wykonawczyni roku                                           | -                                   | -                                                                                  | Nominacja |